# Осемнадесетоъгълник
Осемнадесетоъгълникът (също и октадекагон) е многоъгълник с осемнадесет страни и ъгли. Сборът на всички вътрешни ъгли е 2880° (16π). Има 135 диагонала.

## Правилен осемнадесетоъгълник
При правилния осемнадесетоъгълник всички страни и ъгли са равни. Вътрешният ъгъл е 160°, а външният и централният – 20°.

### Лице
Лицето S на правилен седемнадесетоъгълник може да бъде намерено по три начина:
- По страната a:

{\displaystyle S={\frac {9a^{2}}{2}}\cot(10^{\circ })\approx 25,5207682\,a^{2}}
- По радиуса R на описаната окръжност:

{\displaystyle S=9R^{2}\cdot \sin(20^{\circ })\approx 3,0781813\,R^{2}}
- По радиуса r на вписаната окръжност (т.е. апотемата):

{\displaystyle S=18r^{2}\cdot \tan(10^{\circ })\approx 3,17388565\,r^{2}}

### Построение
Тъй като 18 не е просто число на Ферма и няма такъв единствен множител, правилен осемнадесетоъгълник не може да бъде построен с линийка и пергел, но може да бъде построен приблизително по подобие на деветоъгълник или с други инструменти: